# Atlantic (locomotive)
Pour les articles homonymes, voir Atlantic.

Disposition d'essieux "Atlantic".

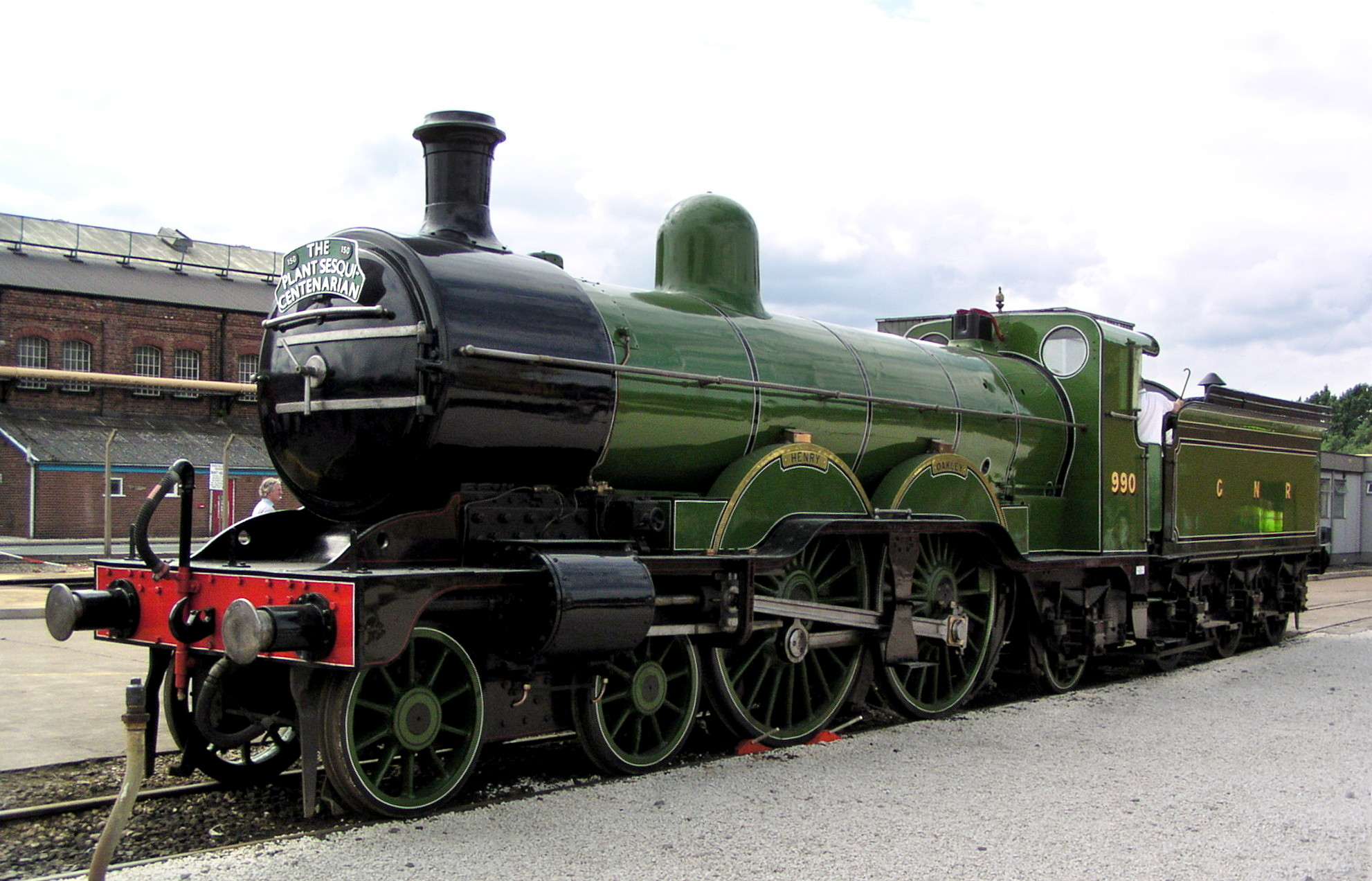
Atlantic série C2 du Great Northern Railway (au Royaume-Uni).

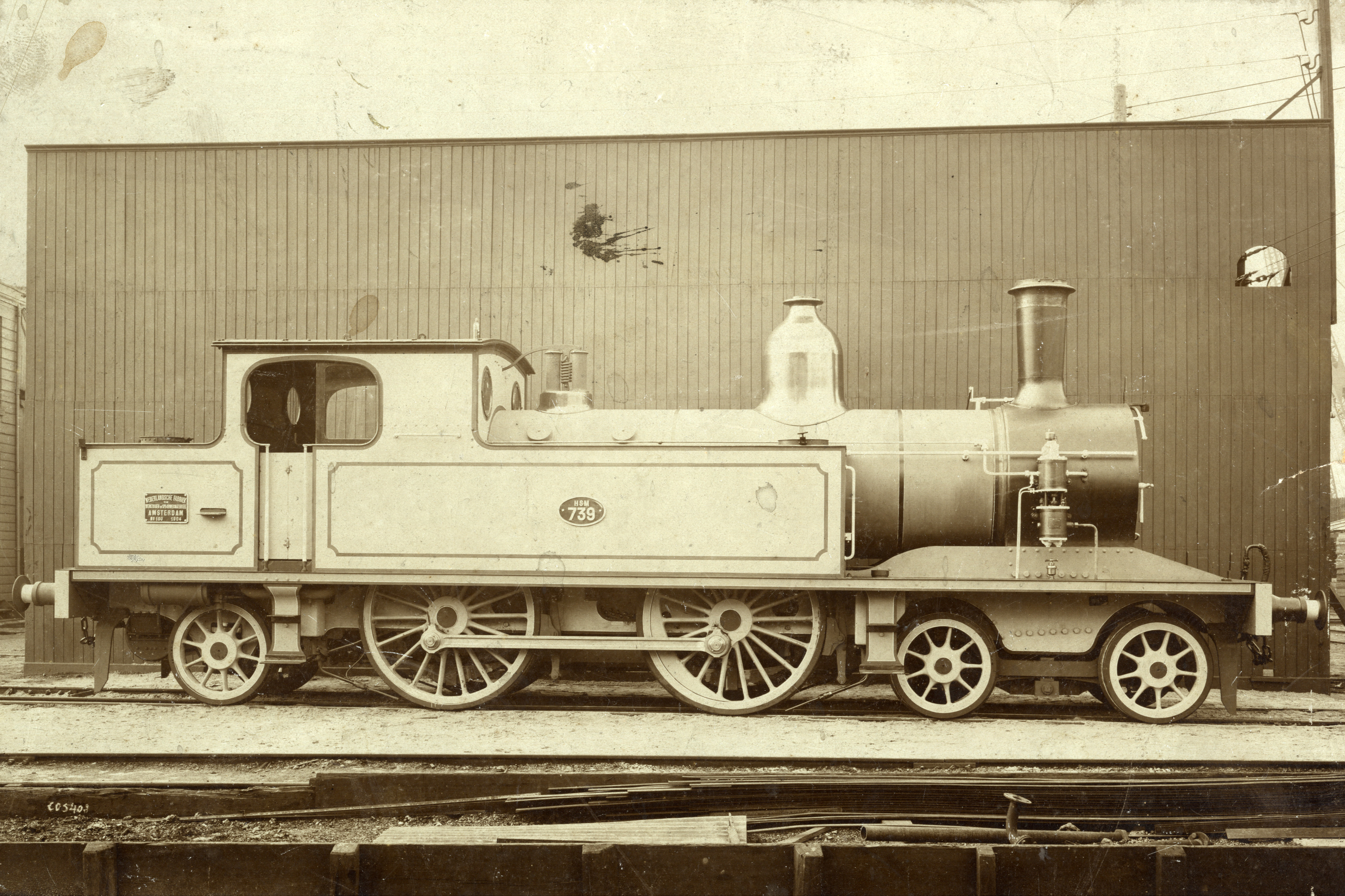
Locomotive-tender hollandaise de disposition 221T.

Atlantic est un type de locomotive à vapeur dont les essieux ont la configuration suivante (de l'avant vers l'arrière) :
- 1 bogie porteur de 2 essieux
- 2 essieux moteurs
- 1 bissel à 1 essieu ou 1 essieu porteur

## Codifications
Ce qui s'écrit :
- 4-4-2 en codification Whyte.
- 221 en codification européenne.
- 2B1 en codification allemande et italienne.
- 25 en codification turque.
- 2/5 en codification suisse.

## Utilisation

### France
Compagnie du Nord2.641 et 2.642 Nord en 1900 et 2.643 à 2.675 Nord de 1902 à 1905, puis 2-221 A 1 à 35 SNCF

Compagnie de l'Est221 Est 2601 et 2602 en 1902, puis 1-221 A 601 et 602 SNCF (type Atlantic Nord)

Compagnie du Midino 1901 à 1916 Midi de 1902 à 1905 et no 1921 à 1934 Midi en 1906 et 1907 (type Atlantic Nord)

Compagnie du POPO 171 C à 326 C de 1906 (obtenues par la transformation de locomotives 121 Forquenot)
PO 3001 à 3014 en 1903 et 1906, puis 4-221 A 1 à 14 SNCF (type Atlantic Nord)

Réseau de l'État2901 à 2910 État de 1900, puis 221-001 à 010 État (construction américaine Baldwin)
2951 à 2960 État de 1905, puis 221-101 à 110 État, et 3-221 A 101 à 110 SNCF (type Atlantic Nord)

Compagnie du PLM221 PLM 2991 à 3000 en 1901 et 1902 (construction américaine Baldwin)
221 PLM 2971 à 2990 en 1906 et 1907, puis 221 A 1 à 20 PLM, et 5-221 A 1 à 20 SNCF
221 PLM entre 1 et 20 version carénée en 1934-1937 pour le train aérodynamique du PLM
SNCF3-221 TQ 1 de 1936

### Belgique
Administration des chemins de fer de l'État belgeType 6 de 1905 (type Atlantic Nord)
Type 15 (État belge) en 1899 / 1905, puis 14, 15 et 16 SNCB (221T dérivées des 220 Type 17 de construction écossaise)
SNCBType 12 de 1939 (locomotive aérodynamique)